# 南阿田大塚山古墳
南阿田大塚山古墳（みなみあだおおつかやまこふん）は、奈良県五條市南阿田町にある古墳。形状は前方後円墳。奈良県指定史跡に指定されている。

## 概要
奈良県南部、吉野川左岸の丘陵中腹に築造された古墳である。1980年（昭和55年）に発掘調査が実施されている。
墳形は前方後円形で、墳丘主軸を吉野川と平行方向として、前方部を南西方向に向ける。墳丘外表で葺石・埴輪は認められていないが、緑泥片岩などによる板石列が認められている。埋葬施設は後円部における両袖式の横穴式石室で、石室主軸を墳丘主軸と直交方向として、南東方向に開口する。石室内からは装身具類・馬具類・須恵器などの多数の副葬品が出土している。
築造時期は、古墳時代後期の6世紀前半頃と推定される。吉野川中流・下流域では数少ない前方後円墳である点、横穴式石室の少ない地域において大規模な横穴式石室を有する点で重要視される古墳である。なお被葬者に関しては、時代が異なるが古くから藤原良継の墓とする伝承があった。
古墳域は1956年（昭和31年）に奈良県指定史跡に指定されている。

## 遺跡歴
- 1956年（昭和31年）3月17日、奈良県指定史跡に指定[3]。
- 1980年（昭和55年）、発掘調査（奈良県立橿原考古学研究所、1982年に概要報告・2022年に本報告）[1]。

## 墳丘
墳丘の規模は次の通り。
- 墳丘長：30メートル
- 後円部
  - 直径：21メートル
  - 高さ：1.5メートル（北側）、3.0メートル（南側）
- 前方部
  - 幅：15メートル

前方部が短小であることから、帆立貝形古墳とする見方もある。

## 埋葬施設

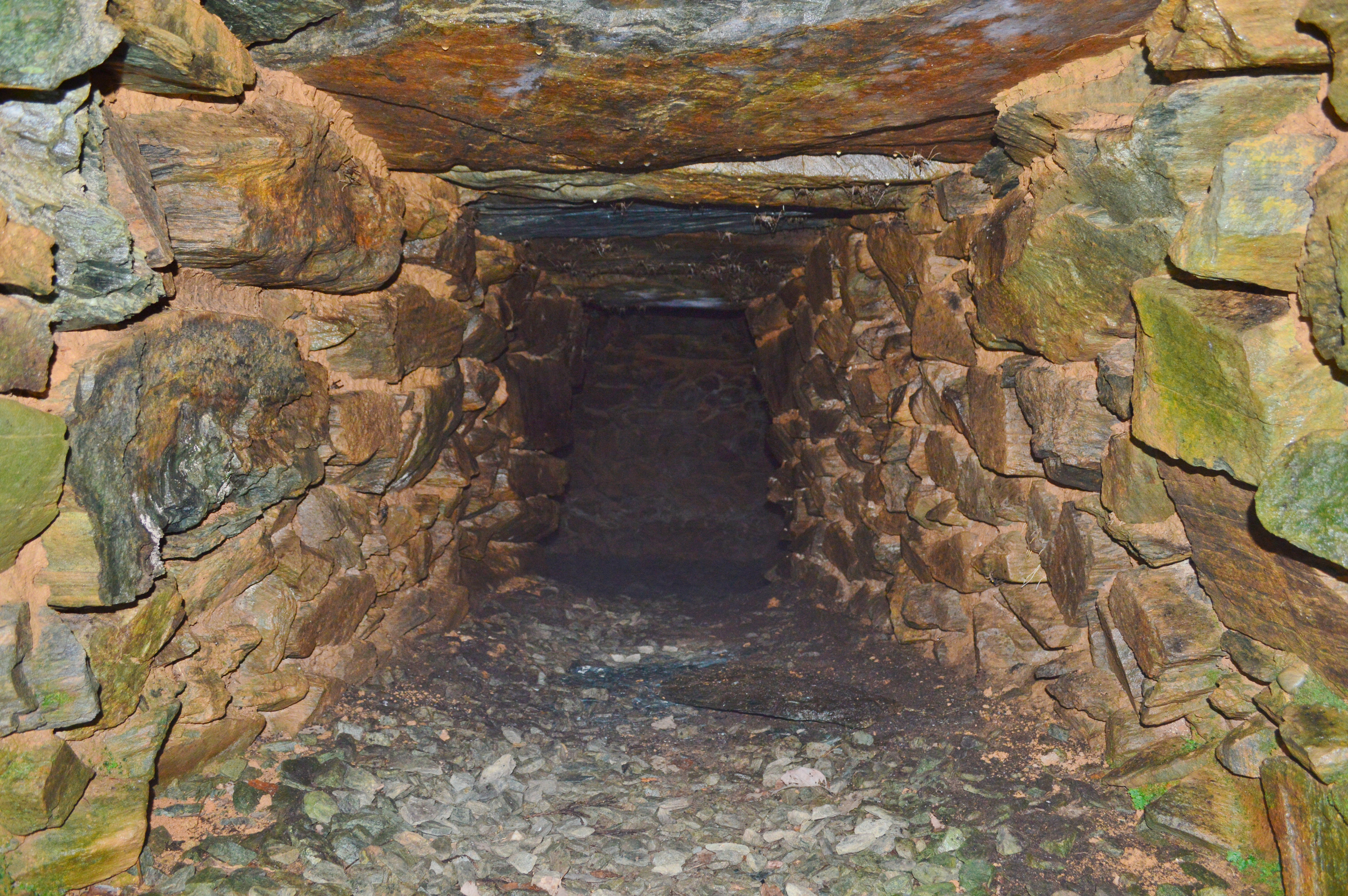
石室 羨道（玄室方向）

埋葬施設としては、後円部において両袖式横穴式石室が構築されており、南東方向に開口する。石室の規模は次の通り。
- 石室全長：9.2メートル[4]
- 玄室：長さ4.5メートル、幅3メートル、高さ約2.4メートル
- 羨道：長さ約4.5メートル、幅0.6メートル（玄門）・約1.0メートル（羨門）

石室の石材は緑泥片岩・石英石墨片岩の板石で、長手積み・小口積みによる。裏込めには円礫が使用される。玄室は奥壁・側壁・前壁を急に持ち送り、天井石を7石で架ける。羨道は開口部に向かって広くなる形態で、羨道床面が玄室床面よりも1段高いという特徴を持つ。また羨門には板石の閉塞石が残存する。
石室内からは、副葬品として装身具類・馬具類・挂甲・鉾・鉄鏃・紡錘車・鉄製釣針・須恵器が出土しており、特に須恵器のうちでは動物装飾付の台付壺や𤭯を蓋のつまみとする台付壺が注目される。

## 文化財

### 奈良県指定文化財
- 史跡
  - 南阿田大塚山古墳 - 所有者は国（財務省）。1956年（昭和31年）3月17日指定[3]。

## 関連文献
（記事執筆に使用していない関連文献）
- 『奈良県五條市 南阿田大塚山古墳 発掘調査概報』奈良県立橿原考古学研究所〈奈良県遺跡調査概報 1980年度別刷〉、1982年。
- 『南阿田大塚山古墳』奈良県立橿原考古学研究所〈奈良県文化財調査報告書第190集〉、2022年。